# Jill Stein
Jill Ellen Stein (Chicago, Illinois, 14 de maig de 1950) és una metgessa, professora i política nord-americana del Partit Verd.
Es va graduar a la Universitat Harvard el 1973 i a l'Escola Mèdica de Harvard el 1979, està especialitzada en medicina interna.
Va ser la candidata pel Partit Verd a la Presidència dels Estats Units en les eleccions de 2012 i de 2016. Stein també es va presentar com a Governadora de Massachusetts a les eleccions governamentals d'aquest estat en 2002 i en 2010.
A l'octubre del 2019 va ser acusada per Hillary Clinton d'actuar, conjuntament amb la candidata demòcrata Tulsi Gabbard a favor dels interessos del govern rus.
Es va tornar a presentar a les eleccions presidencials dels Estats Units de 2024 en nom del Partit Verd dels Estats Units, i pocs dies abans de les eleccions, davant dels resultats incerts, diversos partits verds europeus li van demanar que renunciés i demanés el vot per la demòcrata Kamala Harris.
Stein resideix a Lexington, Massachusetts.